# آی‌سی‌اس کوسموتراس
آی‌سی‌اس کوسموتراس (روسی: ЗАО Международная космическая компания “Космотрас”) شرکت هوافضای روس است، که در سال ۱۹۹۷ تأسیس شد.